# Kostów
Kostów est une localité polonaise de la gmina de Byczyna, située dans le powiat de Kluczbork en voïvodie d'Opole.
Kostów fait partie de la voïvodie d’Opole depuis 1999, avant cela, il faisait partie de la voïvodie de Częstochowa de 1975 à 1998.